# Lidia Baich
Lidia Baich (Russisch: Лидия Вайч; Lidia Bajtsj) (Sint-Petersburg, 29 november 1981) is een Oostenrijkse/Russisch violiste.
Ze werd geboren in een muzikale familie. Haar vader Georg (Graz, 1958) speelde cello, moeder Natalie Grisjenko speelde piano en opa speelde viool in en was concertmeester van het Mariinsky Theater Orkest. Van de laatste kreeg ze dan ook les vanaf dat ze vier was. Al op haar achtste mocht ze de eerste prijzen in ontvangst nemen. In 1990 begon ze aan haar studie aan het conservatorium in Wenen, ze woonde al enige tijd in Graz. Daarna volgde in 1998 de Grote Prijs van de Eurovision en later kreeg ze van Yehudi Menuhin de titel Europees musicus van het jaar 1998 mee. Als vervolg daarop trad ze op in alle grote concertzalen en met bekende symfonieorkesten en dirigenten waaronder Lorin Maazel. In 2006 gaf ze naast recitals van klassieke muziek ook een aantal concerten met Deep Purple. Het is daarom niet zo vreemd dat ze in 2008 meespeelde op het tweede soloalbum van Don Airey, A Light in the Sky. Eerder speelde ze al met Andrea Bocelli, Falco en U2.

## Discografie
- een muziekalbum met Vioolconcert (Mendelssohn Bartholdy), Vioolconcert nr. 1 (Prokofjev) en Souvenir de lieu cher (ook van Sergej Prokofjev) (2008)
- Don Airey: A Light in the Sky (2008)